# Cshoszan
Cshoszan (hangul: 초산군, Cshoszan-kun, handzsa: 楚山郡, RR: Ch'osan-kun, ’pálcás hegy’) megye Észak-Koreában, Csagang (Chagang) tartományban.
Területén eredetileg egy Tumok-ri (두목리; 豆木里, Tumok-ri) nevű falu létezett, amely 1402-ben az Idzsu (이주; 理州, Iju) nevet kapta, majd 1413-ban megyei rangra emelték Iszan (이산군; 理山郡, Isan) néven. 1724-ben visszafokozták községre, 1777-ben pedig felvette a Cshoszan (Ch'osan) nevet. Megyei rangra 1895-ben emelték.

## Földrajza
Északról az Amnok (Amrok) folyó, nyugatról Usi, délről Kophung (Kop'ung), keletről pedig Üvon (Wiwŏn) megyék határolják.
Legmagasabb pontja az 1079 méter magas Namhetheszan (남해태산; 南海泰山, Namhaet'aesan).

## Közigazgatása
1 községből (up (ŭp)) és 18 faluból (ri (ri)) áll:
| - Cshoszan-up (초산읍; 楚山邑, Ch'osan-ŭp) - Kurjong-ri (구룡리; 龜龍里, Kuryong-ri) - Kuphjong-ri (구평리; 龜坪里, Kup'yŏng-ri) - Rjonmu-ri (련무리; 蓮舞里, Ryŏnmu-ri) - Rjonphung-ri (련풍리; 蓮豊里, Ryŏnp'ung-ri) - Rjongszang-ri (룡상리; 龍上里, Ryongsang-ri) - Riszan-ri (리산리; 梨山里, Risan-ri) - Szongmjo-ri (송묘리; 松廟里, Songmyo-ri) - Szucshim-ri (수침리; 水砧里, Such'im-ri) - Sinjangszong-ri (신양송리; 新楊松里, Sinyangsong-ri) | - Ancshan-ri (안찬리; 安贊里, Anch'an-ri) - Angtho-ri (앙토리; 央土里, Angt'o-ri) - Vain-ri (와인리; 瓦仁里, Wain-ri) - Unphjong-ri (운평리; 雲坪里, Unp'yŏng-ri) - Csangtho-ri (장토리; 章吐里, Changt'o-ri) - Csik-ri (직리; 直里, Chik-ri) - Cshungszang-ri (충상리; 忠上里, Ch'ungsang-ri) - Hvagon-ri (화건리; 化建里, Hwagŏn-ri) - Hvasin-ri (화신리; 花薪里, Hwasin-ri) |

## Gazdaság
Cshoszan (Ch'osan) megye gazdasága ruhaiparra, élelmiszeriparra, gépiparra és papírgyártásra épül.

## Oktatás
Cshoszan (Ch'osan) megye 20 oktatási intézménynek ad otthont. Saját könyvtárral is rendelkezik.

## Egészségügy
A megye kb. 20 egészségügyi intézménnyel rendelkezik, köztük saját kórházzal.

## Közlekedés
A megye közutakon Sinidzsu (Sinŭiju) és Kanggje (Kanggye) felől közelíthető meg. Emellett építés alatt áll egy Manpho (Manp'o) felé vezető út is.